# Бочаров Яків Васильович
Бочаров Яків Васильович (рос. Бочаров Яков Васильевич, 1923, с. Єлизаветинське — 2 жовтня 1943) — Герой Радянського Союзу, у роки німецько-радянської війни командир артилерійського розрахунку 76-го гвардійського стрілецького полку (27-а гвардійська стрілецька дивізія, 8-а гвардійська армія, Північно-Західний фронт), старший сержант.

## Життєпис
Яків Бочаров народився у 1923 році в селі Єлизаветинське Благодарненського району Ставропольського краю, в родині селянина. З 1943 року член ВКП (б)/ КПРС. Отримав п'ятикласну освіту.
У Червоній армії з березня 1942 року. На фронті з серпня 1942 року. Брав участь у Сталінградській битві.
1 жовтня 1943 року частини 8-ї гвардійської армії Північно-західного фронту вийшли на підступи до міста Запоріжжя. Німецько-фашистські загарбники спробували повернути втрачені позиції й перейшли до контратаки. 2 жовтня 1943 року на ділянці 76-го гвардійського стрілецького полку 27-ї гвардійської стрілецької дивізії під командуванням командира гвардії старшого сержанта Бочарова з розрахунком було залучено до бою з дванадцятьма танками та близько двох рот піхоти.
Яків Бочаров підпустив танки ворога на дистанцію до 300 метрів та підпалив один з них. Німецька сторона зосередила вогонь по лінії оборони червоноармійців, на артилерійському підрозділі. Від ворожого снаряда був тяжко поранений один з воїнів та вбитий заряджаючий. Яків Бочаров сам став до прицілу та підбив один танк ворога. Наступним ворожим снарядом був вбитий останній боєць розрахунку, сам Бочаров був поранений у ліву руку. Залишившись самотнім біля прицілу він знищив третій ворожий танк. Коли закінчились снаряди, старший сержант Бочаров вогнем з автомата почав відбиватися від піхоти супротивника. Він захищав позицію до тих пір, поки не загинув від прямого влучення снаряду у гармату.

## Увічнення пам'яті

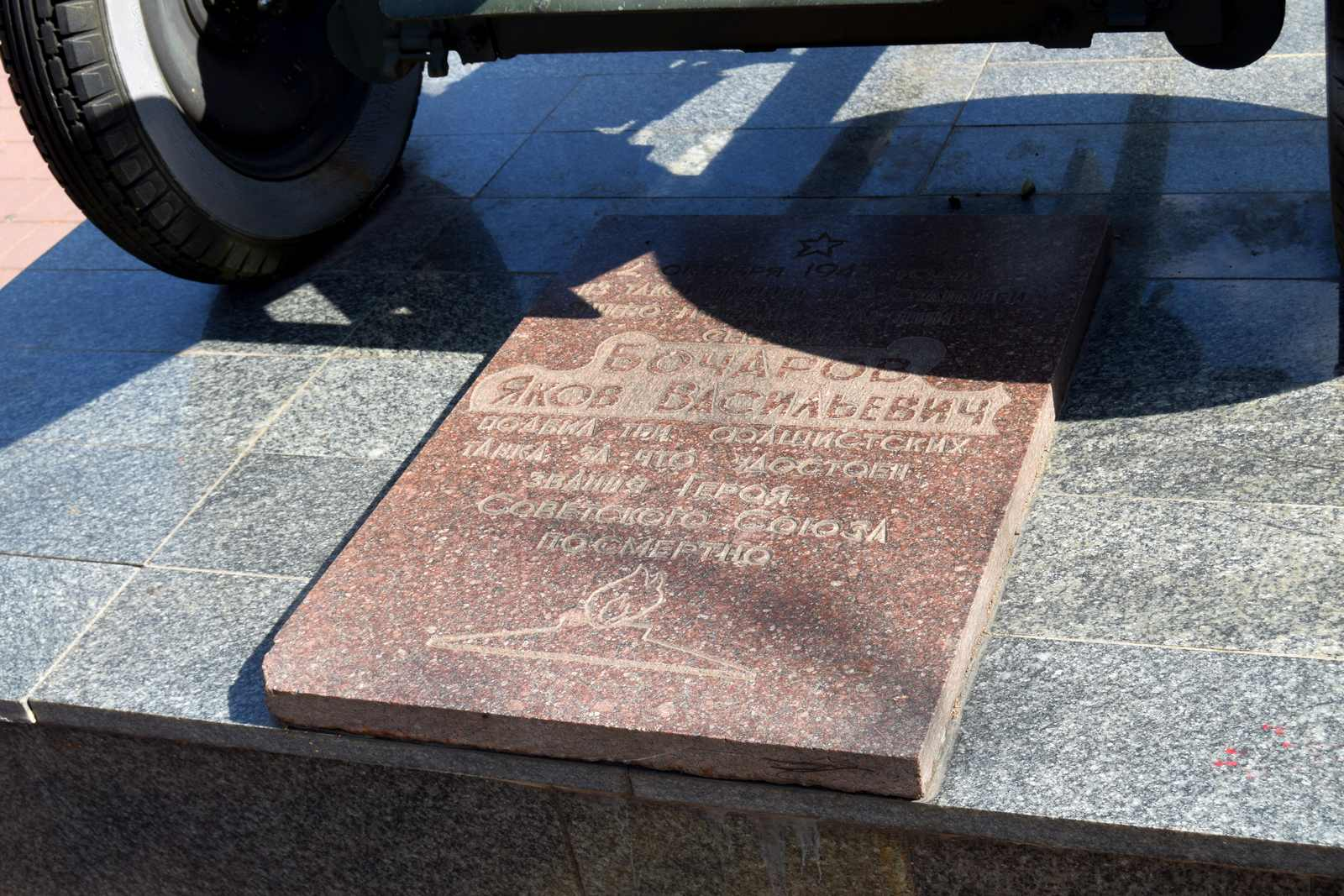
Меморіальна дошка Якову Бочарову

Указом Президії Верховної Ради СРСР від 22 лютого 1944 року, за мужність, героїзм та хоробрість, проявлені у боротьбі з німецько-фашистськими загарбниками, старшому сержанту Бочарову Якову Васильовичу посмертно було присвоєно звання Героя Радянського Союзу.

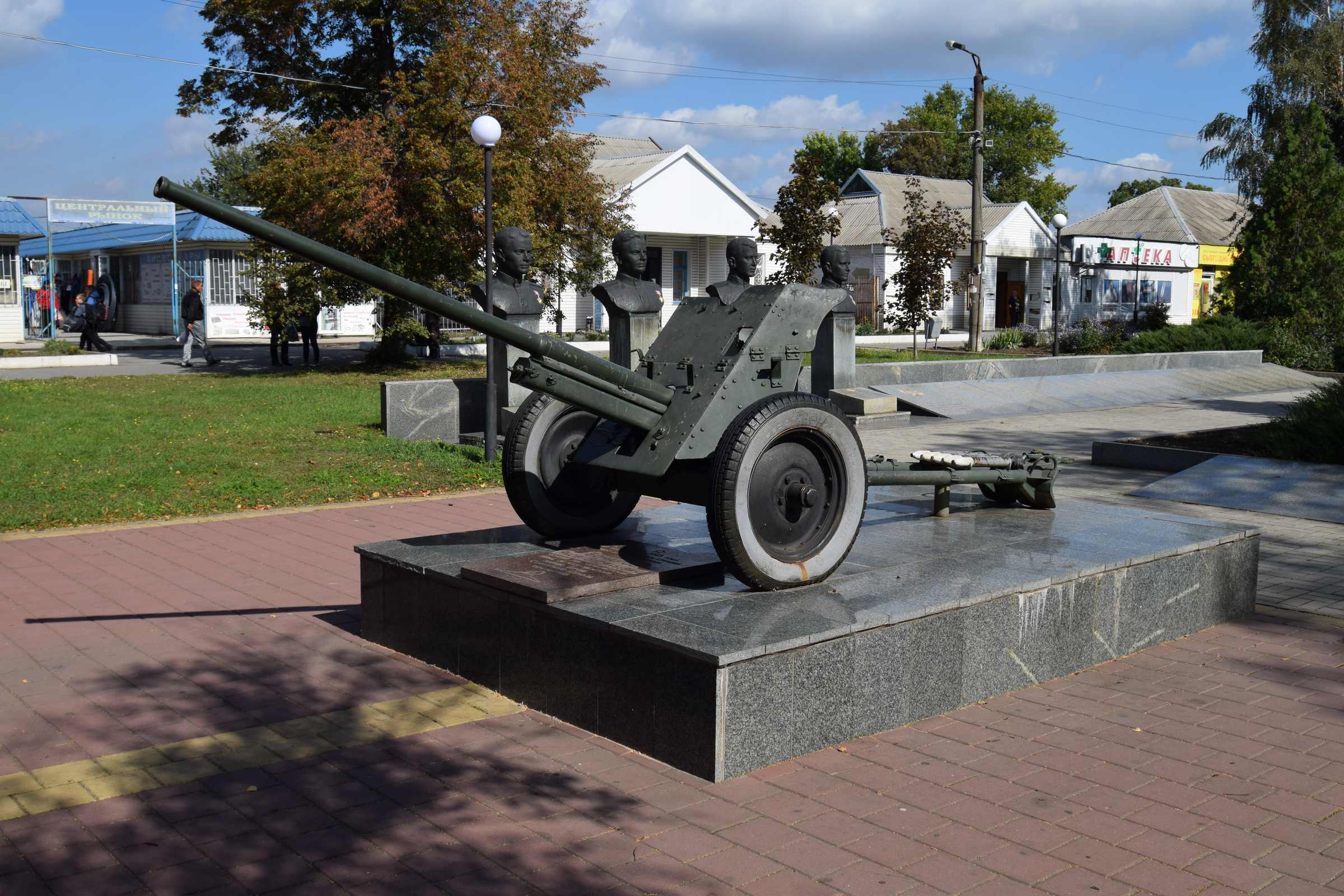
Меморіал у Вільнянську

У Шевченківському районі Запоріжжя та Вільнянську іменем Якова Бочарова названі вулиці. Також на Алеї Слави у Вільнянську встановлено його погруддя.

## Нагороди
- Орден Леніна;
- Орден Великої Вітчизняної війни 2-го ступеня;
- Медаль «За оборону Сталінграда».